# Batu Apoi
Batu Apoi (mal. Kampong Batu Apoi) – wieś w mukimie Batu Apoi w dystrykcie Temburong we wschodnim Brunei. Położona jest przy drodze Jalan Selapon, na południowy wschód od Bangar, stolicy dystryktu.